# Szewczenkowe (hromada Połohy)
Szewczenkowe (ukr. Шевченкове) – wieś na Ukrainie, w obwodzie zaporoskim, w rejonie połohowskim, w hromadzie Połohy. W 2001 liczyła 737 mieszkańców, spośród których 709 wskazało jako ojczysty język ukraiński, 25 rosyjski, a 3 inny.